# 敷設艦

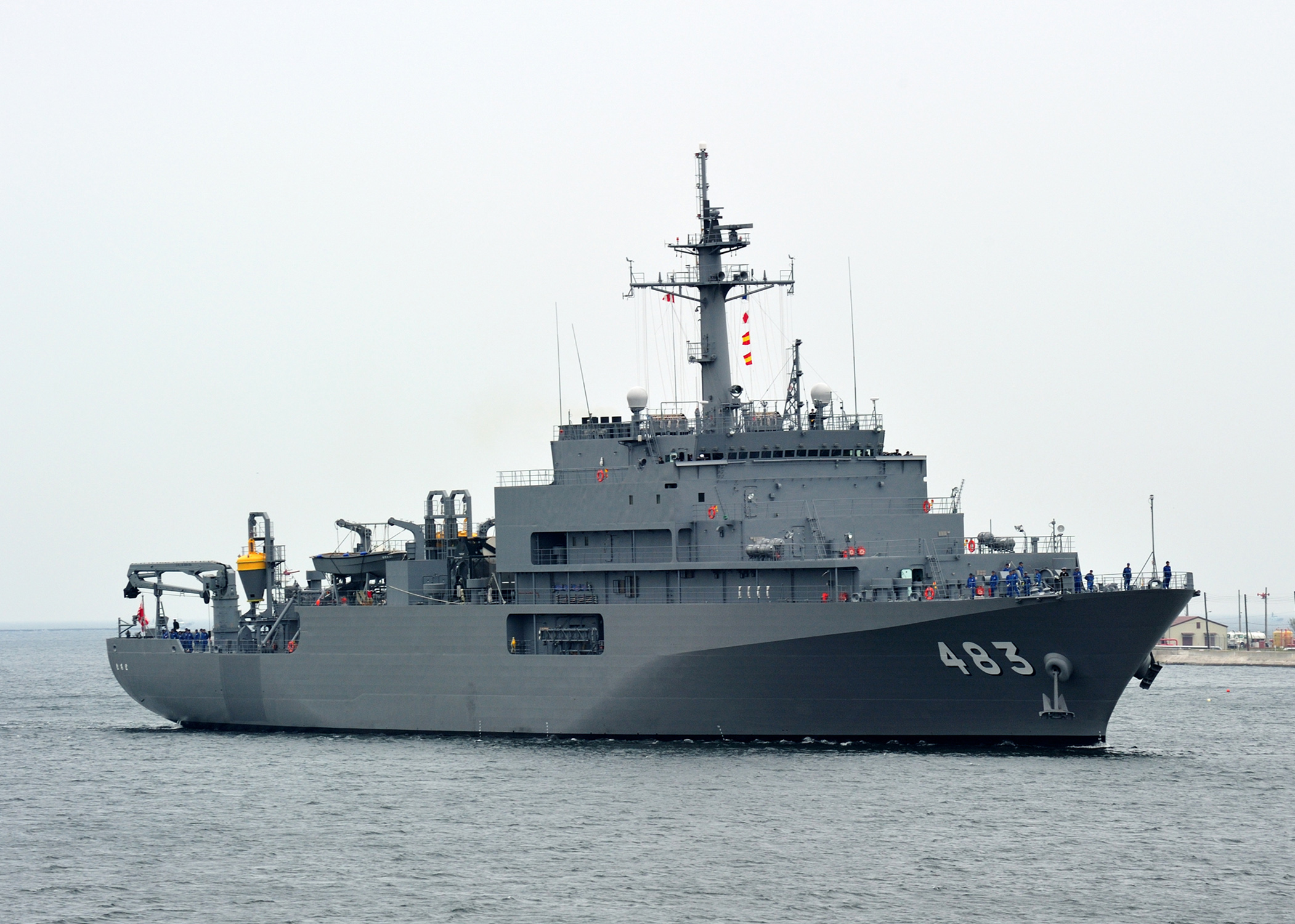
海上自衛隊の敷設艦「むろと」

敷設艦（ふせつかん）は、水上において、各種の水中機器などを敷設する艦艇のことである。艦種記号はARC（Axiliary Cable Repairing Ship）。水中機器及び海底ケーブルを敷設する電纜敷設艦と、機雷を敷設する機雷敷設艦がある。単に敷設艦と言った場合は、電纜敷設艦を指す。

## 電纜敷設艦
電纜（でんらん）敷設艦は固定ソナー局及びそれに付随する通信ケーブルの敷設や、基地間の専用通信ケーブルの敷設に使用される。船体後部にケーブル敷設用の巨大なドラムを備えていることが多い。民間では海底ケーブル敷設船が同様の役務に従事する。

## 機雷敷設艦
機雷敷設艦は、艦尾に敷設軌条等を装備し、機雷敷設を主な任務としている艦艇である。特徴としては航空機に比べて機雷搭載量が大きく敷設精度も高く、敷設時に機雷に与える衝撃も小さく機雷の信頼度も高い等があるが、航空機が発達した現在では機動性が低く、情勢の変化に即応した敷設には不向きとされる。第二次世界大戦にイギリス海軍が就役させたアブディール級敷設巡洋艦は36ノットの高速を発揮し、主に攻勢的な機雷敷設作戦に使われた。

## 急設網艦
急設網艦は、自軍勢力圏内にある港湾、海峡及び水道等へ防潜網や捕獲網を敷設するための艦種である。多くの艦は本来の設網設備の他、機雷敷設、掃海あるいは対潜戦闘の何れか（若しくは複数）の設備を併せ持っている。日本海軍では白鷹、初鷹、蒼鷹そして若鷹の他、多数の急設網艇や捕獲網艇が建造された。
なお、急設網艦を機雷敷設艦（英語: Minelayer）の一種としているのは日本の話で、諸外国では敷設艦と急設網艦（英語: Boom defense vessel／Net laying ship）を別艦種として明確に区別していることが多い。

## 海上自衛隊の敷設艦・敷設艇
海上自衛隊の艦艇の中でも、潜水艦を超える戦略性があることから機密保持が求められ、海洋観測艦や音響測定艦と並び内部の公開は一切されないことになっている。
敷設艦
- ARC-481 つがる（退役）
- ARC-482 むろと（退役）
- ARC-483 むろと（2代）

敷設艇
- AMC-491 えりも（退役）

機雷敷設艦
- MMC-951 そうや（退役）